# Uranyl(VI) diasenat
Uranyl(VI) điasenat (uranyl(VI) pyroasenat) là một hợp chất vô cơ với công thức hóa học (UO2)2As2O7. Muối này thường được biết đến dưới dạng tinh thể màu vàng nhạt, không tan trong nước.

## Điều chế
Khi nung nóng uranyl(VI) biasenat (UO2AsO4) hoặc amoni asenatouranylat(VI) (NH4UO2AsO4), uranyl(VI) điasenat sẽ được tạo thành.